# 귀향 (김동률의 음반)
《歸鄕》(귀향)은 김동률의 3집 앨범이다. 버클리 음악대학교 재학 중 발표한 솔로 정규앨범이다.

## 개요
김동률이 버클리 음악대학교 재학 중 발매한 앨범이다. 3집 앨범의 부클릿(booklet)은 일반 앨범 같은 책자 형식이 아닌 포스터 형식으로, 접힌 부클릿을 펼치면 전면에는 김동률의 큰 화보가, 후면에는 수록곡 가사 등이 적혀 있다.
수록곡으로는 〈사랑한다는 말〉, 가요 프로그램에서 1위를 차지했던 〈다시 사랑한다 말할까〉, 국악을 차용하고 이적과 함께 부른 〈우리가 쏜 화살은 어디로 갔을까〉, 기타가 인상적인 〈낙엽〉, 윤상이 리듬 프로그래밍을 해 준 마지막곡 〈귀향〉 등이 있다. 이 앨범에는 전람회때의 동료 서동욱이 함께 부른 히든 트랙 〈떠나보내다〉가 있다.
전곡의 작곡을 김동률이 했다. 이적이 작사한 〈우리가 쏜 화살은 어디로 갔을까〉,〈낙엽〉(이적과 공동 작사)을 제외한 모든 곡의 작사도 김동률이 했다. 프로듀스에 함께한 아티스트는 강호정, bk!(아스트로비츠), 유성환, 윤상이 있다. 런던 심포니 오케스트라의 멤버가 오케스트레이션을 담당했다. 유학 시절 친구였던 우에하라 히로미도 참여했으며 긱스의 이상민과 정재일도 참여했다.

## 수록곡
1. 사랑한다는 말 - 04:30
2. 다시 사랑한다 말할까 - 04:48
3. 하소연 - 04:04
4. 우리가 쏜 화살은 어디로 갔을까 - 04:25
5. 낙엽(落葉) - 04:14
6. REQUIEM - 04:57
7. 구애가(求愛歌) - 03:55
8. 자장가 - 04:19
9. 망각 - 04:37
10. 귀향 - 04:40
11. 떠나보내다 (Hidden Track) - 05:50